# Mühlheim an der Eis
Das Winzerdorf Mühlheim an der Eis ist ein Ortsteil der Ortsgemeinde Obrigheim (Pfalz) im rheinland-pfälzischen Landkreis Bad Dürkheim. Bis 1969 war Mühlheim an der Eis eine eigenständige Gemeinde.

## Geographische Lage
Mühlheim liegt im nordwestlichen Gemeindegebiet Obrigheims direkt östlich der Deutschen Weinstraße und ist hauptsächlich von Weinbergen umgeben. Unmittelbar südlich des Siedlungsgebiets verläuft in West-Ost-Richtung der Eisbach, der die Grenze zu Albsheim an der Eis bildet. Eine Winterlinde in der Hauptstraße ist als Naturdenkmal eingestuft.

## Geschichte
Die älteste erhaltene Erwähnung von Mühlheim stammt von 767. Das Patronatsrecht oblag im Mittelalter dem Kloster Maria Münster in Worms. Auch das Kloster Otterberg war im Ort begütert. Die Gemeinde gehörte mit acht weiteren Gemeinden zu den sogenannten Neunmärkern, die sich im Stumpfwald rund 15 Kilometer südwestlich mit Bauholz versorgen durften. 1404 gab Gottfried von Leiningen zusammen mit Graf Emich VI. die Zustimmung zu einer Schuldverschreibung der Gemeinde. In der frühen Neuzeit erbte Emich XI. die Gemeinde. In der Folgezeit gehörte der Ort zu Leiningen-Dagsburg-Hardenburg, von 1787 bis 1797 war er Bestandteil der kurzlebigen Grafschaft Leiningen-Heidesheim unter Graf Wenzel Joseph. Von 1798 bis 1814, als die Pfalz Teil der Französischen Republik (bis 1804) und anschließend Teil des Napoleonischen Kaiserreichs war, war Mühlheim in den Kanton Grünstadt eingegliedert und unterstand der Mairie Albsheim. 1815 hatte der Ort insgesamt 300 Einwohner. Ab 1816 gehörte Mühlheim zu Bayern. Von 1818 bis 1862 war Mühlheim Bestandteil des Landkommissariats Frankenthal, das anschließend in ein Bezirksamt umgewandelt wurde.
1939 wurde der Ort in den Landkreis Frankenthal eingegliedert. Nach dem Zweiten Weltkrieg wurde Mühlheim innerhalb der französischen Besatzungszone Teil des damals neu gebildeten Landes Rheinland-Pfalz. Im Zuge der in der zweiten Hälfte der 1960er Jahre begonnenen rheinland-pfälzischen Verwaltungsreform wurden am 7. Juni 1969 die kleineren Gemeinden am mittleren Eisbach – Albsheim an der Eis, Colgenstein-Heidesheim und Mühlheim an der Eis – in Form einer Gemeindeneubildung mit der größeren Gemeinde Obrigheim unter dem Namen „Obrigheim (Pfalz)“ zusammengeschlossen. Im Jahre 1969 hatte Mühlheim 283 Einwohner. Zugleich wechselte die Kreiszugehörigkeit, da der Landkreis Frankenthal ebenfalls am 7. Juni 1969 aufgelöst wurde; seither befindet sich der Ort im neu geschaffenen Landkreis Bad Dürkheim. Am 22. April 1972 wurde die neue Gemeinde Obrigheim der Verbandsgemeinde Grünstadt-Land zugeordnet, die am 1. Januar 2018 in der Verbandsgemeinde Leiningerland aufging.

## Infrastruktur
Mühlheim lebt zu einem großen Teil vom Weinbau. Durch den Ort verläuft zudem die Landesstraße 395, die ihn unter anderem mit Kaiserslautern und Worms verbindet. Nordwestlich des Siedlungsgebiets verläuft die Bundesstraße 271. Vor Ort existieren insgesamt elf Kulturdenkmäler, darunter die protestantische Kirche.

## Kultur
Die Extreme-Metal-Band Desaster hatte 1989 in Mühlheim ihren ersten Auftritt.

## Persönlichkeiten

### Söhne und Töchter des Ortes
- Peter Martin (1888–1970), Politiker (NSDAP)
- Josef Wageck (1905–1985), Schauspieler und Hörspielsprecher
- Erich Fuchs (1925–2014), deutscher Leichtathlet und Sportpädagoge

### Personen, die vor Ort gewirkt haben
- Valentin Winter (* ~1560), gräflich leiningischer Oberschultheiß zu Mühlheim an der Eis, war Stammhalter des Adelsgeschlechts Winter von Adlersflügel.
- Christian Karl Reinhard (Leiningen-Dagsburg-Falkenburg) (1695–1766), stiftete die Orgel in der Schlosskirche.
- Theodor Nauerz (1909–2007), war ab 1953 als Pfarrer für Mühlheim zuständig.
- Theo Fehn (1910–1984), war ab 1935 vor Ort Pfarrverweser.
- Marcus Held (* 1977), Politiker, wuchs in Mühlheim auf.